# Acacia brevifolia
Acacia brevifolia é uma espécie de leguminosa do gênero Acacia, pertencente à família Fabaceae.